# Guibourtia sousae
Guibourtia sousae är en ärtväxtart som beskrevs av J.Leonard. Guibourtia sousae ingår i släktet Guibourtia och familjen ärtväxter. IUCN kategoriserar arten globalt som otillräckligt studerad. Inga underarter finns listade i Catalogue of Life.